# Paul (Cabo Verde)
Paul es un municipio caboverdiano situado en la isla de Santo Antão. La capital del municipio es la ciudad de Pombas, situada en la costa. 

## Geografía
El municipio abarca parte de la isla de Santo Antão.
Territorialmente corresponde con las cuencas hidrográficas de los ríos Paul, Janela y Penedo, más la línea de costa que une las mismas. Aparte de la capital, las principales localidades del municipio son Janela, Eito, Passagem (conocida también como Cabo da Ribeira), Rocha Grande y otras de menor entidad. 

## Historia
El municipio de Paul fue creado en abril de 1867, aunque al final del siglo XIX se unió al antiguo municipio de  Ribeira Grande, pasando los dos a formar el Municipio de Santo Antão. En 1971 este se dividió en tres municipios: los citados, más Porto Novo.
En la localidad de Ribeira de Penedo, cerca de Janela, puede observarse la llamada Piedra Escrita (tal como es conocida por la población local) cuyas inscripciones han dividido a los especialistas en cuanto a su origen y significado, aún no resuelto.

## Organización territorial
Consta de una freguesia:
- Santo António das Pombas

## Demografía
Es el municipio con mayor densidad de población de la isla, aunque no el más poblado. Su población permaneció relativamente estabilizada desde los años 1970, hasta finales del siglo XX. Después se ha producido un descenso marcado, debido a la importante emigración registrada, bien hacia Porto Novo y Mindelo, bien al extranjero. 
| Gráfica de evolución demográfica de Paul entre 1940 y 2021 |
| |
| Población del municipio entre los años 1940 y 2010 según el censo de población de la página web Opendataforafrica.org. Población estimada según el Instituto Nacional de Estatística de Cabo Verde. Población según el resultado censal preliminar de 2021 del Instituto Nacional de Estatística de Cabo Verde según la página web citypopulation.de. |

## Economía
Es un municipio esencialmente agrícola, especialmente el Valle de Paul, frondoso y rico, donde se concentra la mayor parte de la población.

## Festividades
El 13 de junio son las fiestas de Santo Antonio de Pombas.

## Municipios hermanados
- Almodôvar, Portugal.
- Benavente, Portugal.
- Sernancelhe, Portugal.